# André Héléna
André Héléna (* 8. April 1919 in Narbonne; † 18. November 1972 in Leucate) war ein französischer Kriminalschriftsteller, der einen Großteil seines Lebens in Leucate verbrachte.
Der Autor und seine Werke sind in Frankreich inzwischen fast in Vergessenheit geraten, obwohl sie zu den wenigen Kriminalromanen gehören, die in den 1960er Jahren ins Englische übersetzt wurden.

## Werke
- Les flics ont toujours raison (dt. Die Bullen haben immer recht, Edition Nautilus, Hamburg)
- Le Bon Dieu s’en fout (dt. Dem lieben Gott ist es scheißegal, Edition Nautilus, Hamburg)
- Le Goût du sang
- Le Baiser à la veuve
- Les salauds ont la vie dure
- Les Clients du Central Hôtel
- Par mesure de silence